# Дроб сарма
Дроб сарма е традиционно ястие от турската, българската, сръбската, македонската и др. кухни, основно на Балканския полуостров.

## Рецепта
Най-често срещана е агнешката дроб сарма, но може да се направи също така и от пилешки дреболии или дори без месо. Основните продукти са зелен (или стар) лук, магданоз, джоджен, червен и черен пипер, ориз, олио, по желание домати и гъби, както и брашно, кисело мляко и яйца.
Дреболиите се варят в подсолена вода и след това се нарязват на сравнително дребни парчета. Лукът се задушава, след което към него се прибавят оризът и дреболиите, разбърква се добре, прибавят се червен и черен пипер, магданоз и джоджен. Към сместа се добавя горещ бульон или гореща вода и се пече във фурна. При желание могат да се прибавят нарязани домати и гъби. Прави се заливка от кисело мляко, яйца и брашно.
Консумира се топла.

## Етимология
Често се допуска грешка при правописа, като широко използваната дума „сърма“ е неправилен, тъй като означава тънък златен конец или златотъкан плат, според речника на БАН.